# Ulrich Bindseil
Ulrich Bindseil (geboren 1969 in Madras, Indien) ist ein deutscher Volkswirt und seit 2019 Generaldirektor für Marktinfrastrukturen und Zahlungsverkehr im Direktorium der Europäischen Zentralbank.

## Leben und Berufsweg
Ulrich Bindseil studierte an der Universität Saarbrücken Volkswirtschaftslehre. Er promovierte 1994 über das Verfügungsrecht an organisierten Wertpapiermärkten: Untersucht auf der Grundlage der Theorie unvollständiger Verträge. Seit 1994 arbeitete er im Bereich des Zentralbankwesens und war zunächst in der volkswirtschaftlichen Abteilung der Deutschen Bundesbank tätig. 1997 wechselte er zum Europäischen Währungsinstitut, um an der Ausarbeitung der Liquiditätssteuerung der EZB mitzuwirken. Im September 2009 hatte er die stellvertretende Leitung dieser Generaldirektion übernommen, nachdem er zuvor für die Abteilung Risikomanagement der EZB zuständig gewesen war. Im gleichen Jahr nahm er eine Honorarprofessur am Lehrstuhl für Makroökonomie der TU Berlin an. Bindseil führt seit Mai 2012 die Generaldirektion Finanzmarktoperationen (DG-M).
Das Direktorium der Europäischen Zentralbank (EZB) ernannte Ulrich Bindseil am 1. November 2019 zum Generaldirektor Marktinfrastrukturen und Zahlungsverkehr (DG-MIP). Er folgte auf Marc Bayle, der in die Privatwirtschaft wechselte.

## Publikationen

### Central Banking before 1800 – A Rehabilitation, 2020
Die Schwedische Reichsbank wurde lange Zeit als erste Zentralbank der Geschichte angesehen. Bindseil stellt in seiner Untersuchung dar, dass es bereits vorher etwa zehn Kreditinstitute, gab, welche die Hauptmerkmale einer Zentralbank erfüllten: Zentralbankgeld (anfangs meist Giralgeld), ein gesetzliches Mandat und eine besondere Rechtsstellung. Es ging darum, dem Handel Zahlungsmittel zur Verfügung zu stellen. Daraus folgte das Streben nach Stabilität, da davon die Wechselmöglichkeit der Währungen in Gold abhing.
Erste Zentralbank war im Jahr 1401 die katalonische Taula de Canvi, darauf folgt 1407 die Casa di San Giorgio in Genua. Im 16. und 17. Jahrhundert kamen weitere Zentralbanken hinzu, 1619 die Hamburger Bank, die alle Kriterien einer Zentralbank erfüllte.

## Positionen

### Targetsalden
Im Unterschied zu Hans-Werner Sinn sieht Bindseil in Targetsalden kein grundsätzliches Risiko. Er widerspricht sechs Thesen, die seiner Meinung nach die deutsche Sichtweise prägen, die schon von Willem Buiter oder Karl Whelan kritisiert worden waren.
- Eine Beschränkung der Target-Positionen, wie von Sinn gefordert, würde die Währungsunion infrage stellen.
- Sie seien, anders als von Sinn behauptet, keine Fiskalpolitik, sondern spiegelten inner-europäische Zahlungsströme wider.
- Nicht Deutschland müsse eine Kreditklemme befürchten, sondern die verschuldeten Länder.
- Peripherieländer leben nicht auf Kosten Deutschlands über den eigenen Verhältnissen.
- Das Eurosystem könne eine Überschussliquidität der deutschen Banken bewältigen.
- Die überschuldeten Länder können nur durch eine Wachstumspolitik in die Lage versetzt werden, ihre Verbindlichkeiten zu erfüllen. „Eine elastische Bereitstellung von Zentralbankliquidität und ein klares Bekenntnis zur Währungsunion können zu einem Überwinden der sich selbst erfüllenden Vertrauens- und Liquiditätskrise beitragen.“[6]

### Zombifizierung der Wirtschaft
Bindseil kritisiert den Vorwurf, die EZB würde durch Niedrigzinsen „Zombie“-Unternehmen künstlich am Leben erhalten. Einen grundsätzlichen Fehler sieht er in der Annahme, die Zentralbank vergebe die Kredite an Unternehmen. Tatsächlich seien dies aber die Kreditinstitute. Diese könnten Kredite effizienter zuweisen als eine „zentrale Behörde“. Die These der Zombifizierung durch die Geldpolitik hält Bindseil für ein „ordnungspolitisch abwegiges und gefährliches Ablenkungsmanöver.“